# Diabelskie Głowy

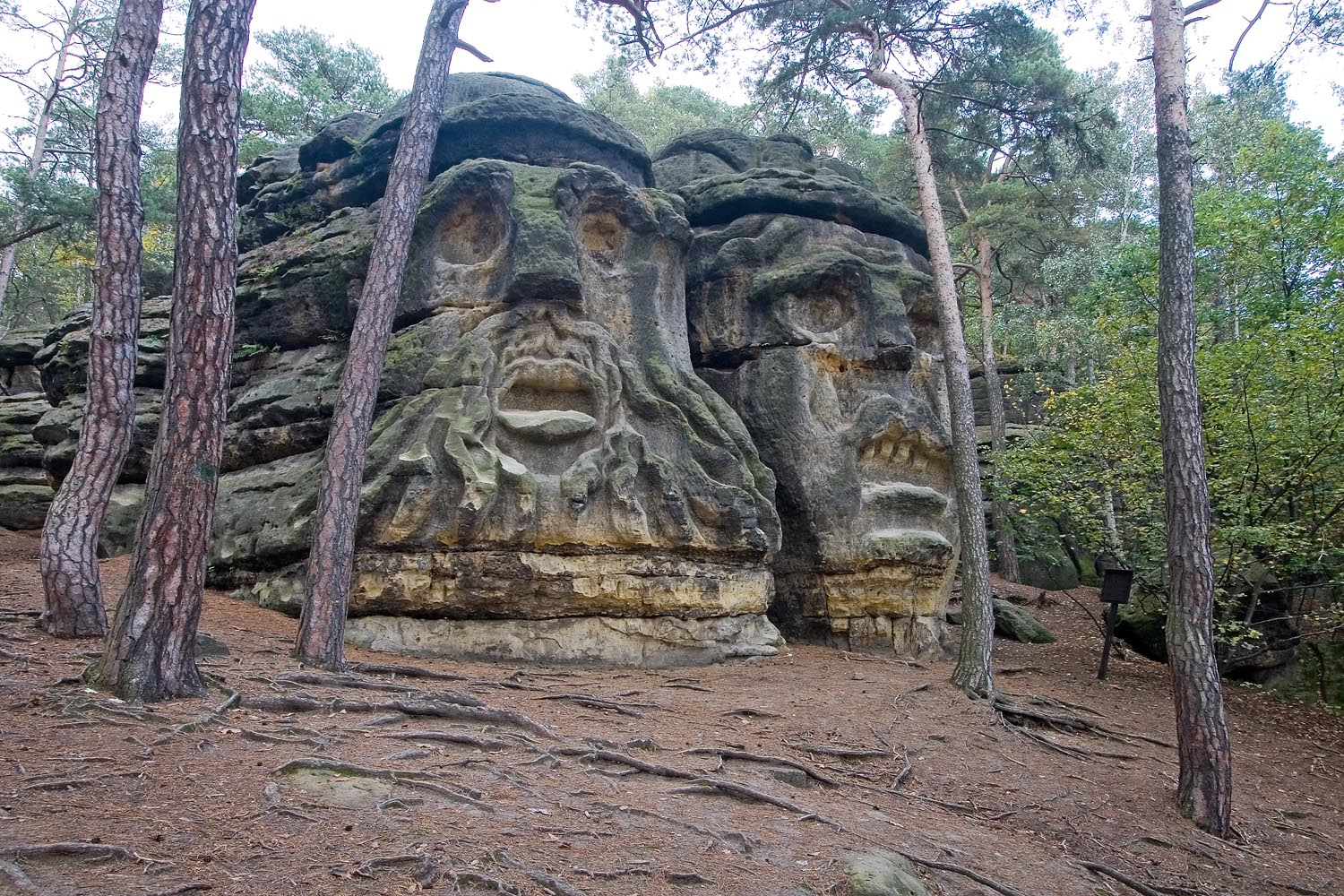
Diabelskie Głowy

Diabelskie Głowy (cz. Čertovy hlavy) – monumentalne skalne rzeźby o wysokości 9 metrów, przedstawiające diabelskie głowy, wyciosane w piaskowcowych wychodniach na terenie iglastego lasu nad wioską Želízy w okolicy Mělníka (Kraj środkowoczeski, Czechy).
Najprawdopodobniej autorem rzeźb jest Václav Levý, jeden z bardziej interesujących czeskich rzeźbiarzy monumentalnych XIX wieku. Diabelskie Głowy wyrzeźbił w latach 1841-1846.
Dojście do rzeźb zapewnia niebieski szlak turystyczny od Urzędu Gminy w Želízach. Dostęp jest bezpłatny.